# Ginestet
Ginestet ist eine französische Gemeinde mit 758 Einwohnern (Stand 1. Januar 2022) im Département Dordogne in der Region Nouvelle-Aquitaine (vor 2016: Aquitanien). Die Gemeinde gehört zum Arrondissement Bergerac und zum Kanton Pays de la Force.
Der Name in der okzitanischen Sprache lautet Ginèstet, der sich vom lateinischen gestetum ableitet und „mit Ginster bedeckter Boden“ bedeutet. Die Region ist reich an Pflanzen dieser Gattung.
Die Einwohner werden Ginestois und Ginestoises genannt.

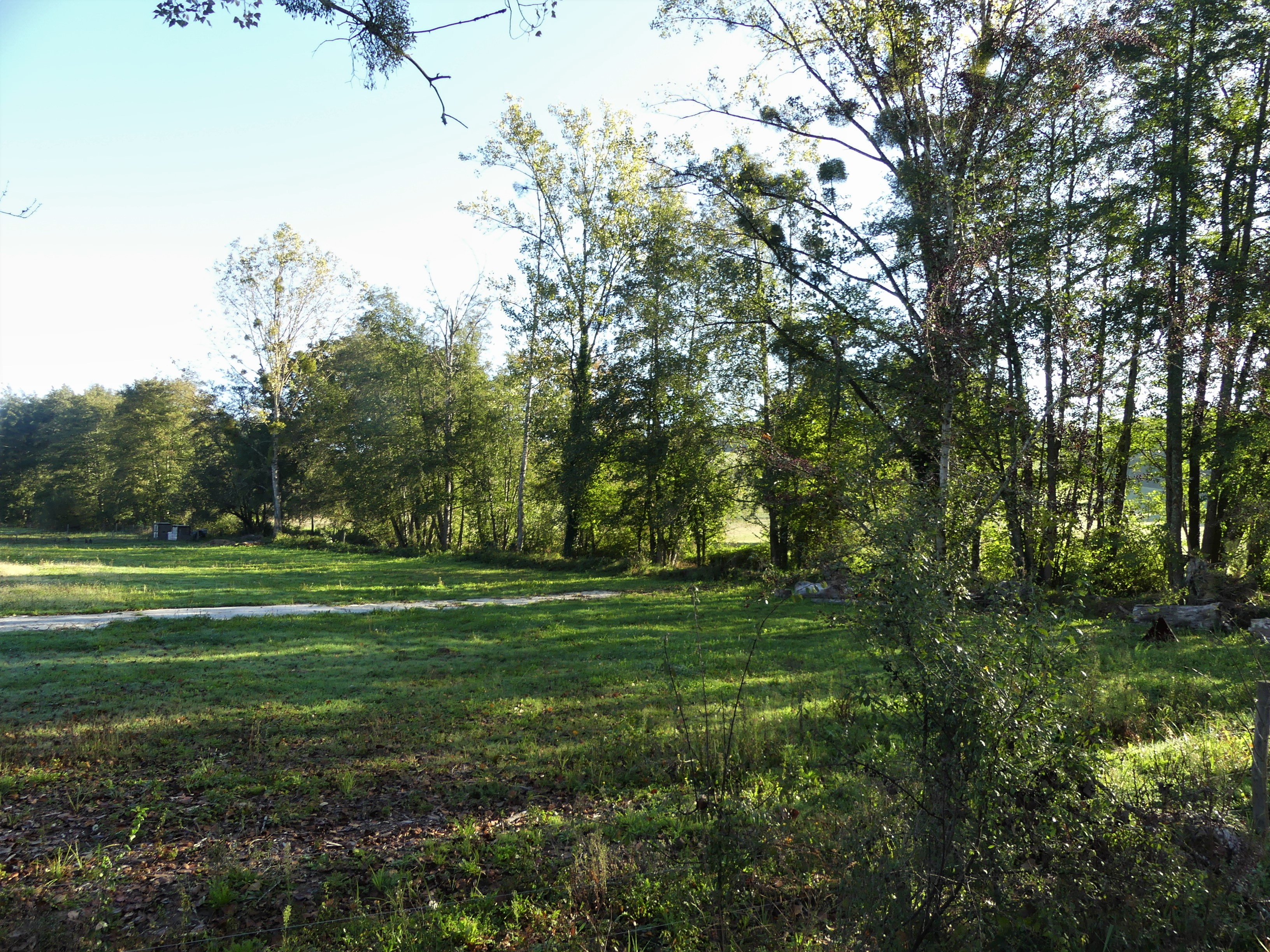
Ruisseau de Ladoux in der Nähe des Weilers la Ressègue

## Geographie
Ginestet liegt ca. acht km nordwestlich im Einzugsbereich (Aire urbaine) von Bergerac in der Region Bergeracois der historischen Provinz Périgord im Südwesten des Départements.
Umgeben wird Ginestet von den Nachbargemeinden:
| Lunas       | Laveyssière                                 | Maurens  |
|             | Kompassrose, die auf Nachbargemeinden zeigt |          |
| Prigonrieux |                                             | Bergerac |

Ginestet liegt im Einzugsgebiet des Flusses Dordogne.
Nebenflüsse der Dordogne bewässern das Gebiet der Gemeinde,
- die Gouyne, die in Ginestet entspringt, und
- der Eyraud, zusammen mit seinem Nebenfluss,
  - dem Ruisseau de la Forêt, der in Ginestet entspringt.

Außerdem durchquert ein Nebenfluss des Caudeau, der Ruisseau de Marmelet, hier auch Ruisseau de Ladoux genannt, mit seinem Zufluss, dem Gaillardet, das Gebiet der Gemeinde.

## Geschichte
Spuren der Besiedelung während der Altsteinzeit und der Jungsteinzeit sind in Ginestet entdeckt worden. Es wird vermutet, dass die Sarazenen am Gebiet der heutigen Gemeinde vorbeigekommen sind, denn es gibt einen Weiler namens „les Sarrazies“ in der Nachbargemeinde Maurens. Ein Kirchenregister des 13. Jahrhunderts erwähnt eine Kirche, die heute verschwunden ist.

### Toponymie
Toponyme und Erwähnungen von Ginestet waren:
- Sanctus Jacobus de Genstet (Kirchenregister des 13. Jahrhunderts),
- Genestetum (1491),
- Sanctus Pau1us de Genestet (1555, Schild der Diözese),
- Geneste (1750, Karte von Cassini),
- Genestet (1793, Notice Communale),
- Ginestet (1801, Bulletin des Lois),
- Genestet (1873, Dictionnaire topographique du département de la Dordogne).[6][7][8]

### Einwohnerentwicklung
Nach Beginn der Aufzeichnungen stieg die Größe der Gemeinde in der ersten Hälfte des 19. Jahrhunderts auf ein Niveau von über 500 Einwohner. Vom Beginn des 20. Jahrhunderts an sank die Zahl der Einwohner bis nach dem Zweiten Weltkrieg auf 345, bevor ein zeitweise kräftiges Wachstum einsetzte, das kurz nach der Jahrtausendwende einen Höchststand von rund 820 Einwohnern erreichte. In der Folge setzte eine Stagnation ein, die bis heute andauert.
| Jahr      | 1962 | 1968 | 1975 | 1982 | 1990 | 1999 | 2006 | 2010 | 2022 |
| --------- | ---- | ---- | ---- | ---- | ---- | ---- | ---- | ---- | ---- |
| Einwohner | 371  | 385  | 415  | 549  | 708  | 737  | 818  | 794  | 758  |

## Sehenswürdigkeiten

### PfarrkircheSaint-Jacques-le-Majeur
Die Jakobus dem Älteren geweihte Kirche wurde 1880 im neugotischen Stil errichtet. Der Eingang zur Vorhalle befindet sich am Fuß des viergeteilten, spitz zulaufenden Glockenturms, der mit Strebepfeilern abgesichert wird.

### PfarrkircheSainte-Foy
Die der heiligen Fides geweihte Kirche wurde im 19. Jahrhundert im Weiler Sainte-Foy-des-Vignes errichtet und im gleichen Jahrhundert restauriert. Die schmucklose Fassade zeigt ein rundbogenförmiges Eingangsportal und einen Dachreiter mit einer Glocke.

## Wirtschaft und Infrastruktur

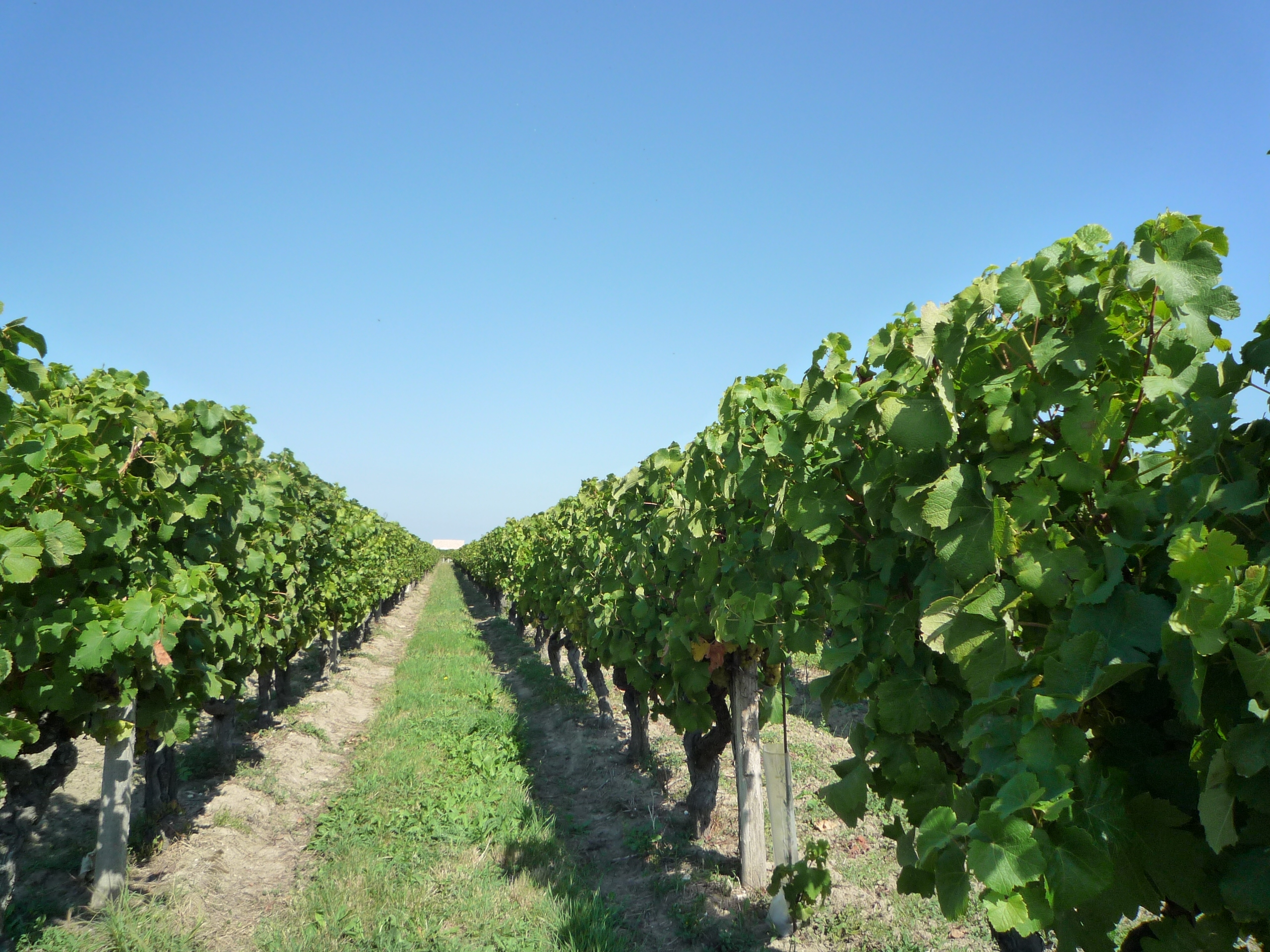
Weinberg der AOC Rosette

Ginestet liegt in den Zonen AOC des Bergerac mit den Appellationen Bergerac und Côtes de Bergerac und des Rosette, eines süßen Weißweins.

### Bildung
Die Gemeinde verfügt über eine öffentliche Vor- und Grundschule mit 41 Schülerinnen und Schülern im Schuljahr 2018/2019.

### Sport und Freizeit

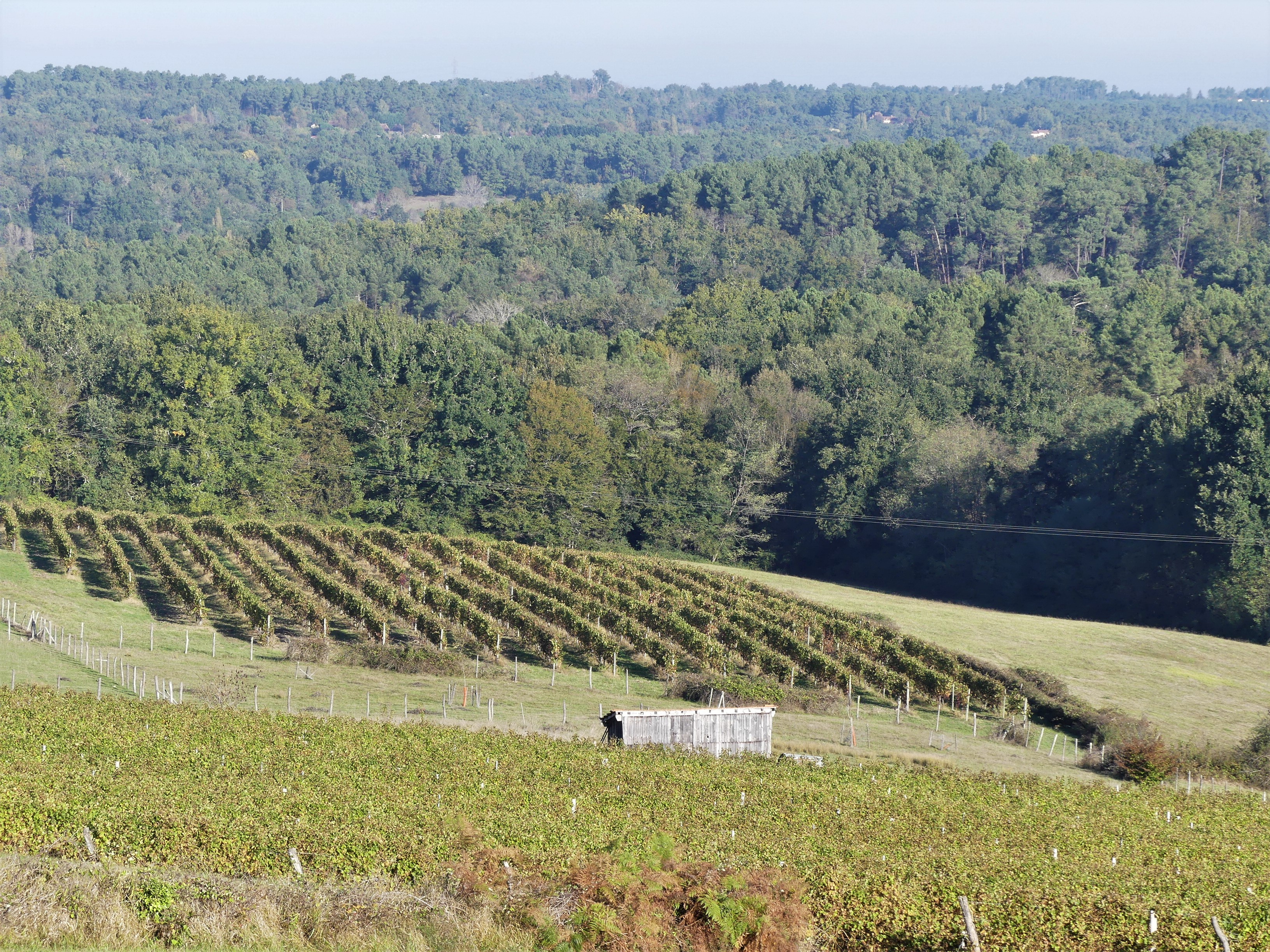
Weinberge und Wald in der Nähe des Weilers Sainte-Foy-des-Vignes

- Der Rundweg Boucle de Cabanétas - Ginestet besitzt eine Länge von 10,6 km bei einem Höhenunterschied von 74 m. Er führt von Zentrum von Ginestet über Weinberge und Wälder durch das Gebiet der Gemeinde und des benachbarten Bergerac.[15]

- Der Rundweg Boucle du Trésorier - Ginestet besitzt eine Länge von 8,9 km bei einem Höhenunterschied von 72 m. Er führt ebenfalls von Zentrum von Ginestet über Weinberge und Wälder durch das Gebiet der Gemeinde und des benachbarten Bergerac.[16]

- Der kurze Rundweg Boucle de Béluzie - Sainte Foy des Vignes - Ginestet besitzt eine Länge von 3 km bei einem Höhenunterschied von 67 m. Er führt rund um den Weiler Sainte-Foy-des-Vignes.[17]

- Der kurze Rundweg Boucle du Brandal - Sainte Foy des Vignes - Ginestet besitzt eine Länge von 2,9 km bei einem Höhenunterschied von 40 m. Er führt ebenfalls rund um den Weiler Sainte-Foy-des-Vignes.[18]

- Der Rundweg Boucle de la Palombière - Ginestet besitzt eine Länge von 8 km bei einem Höhenunterschied von 67 m. Er führt von Zentrum von Ginestet über Weinberge durch das Gebiet der Gemeinde.[19]

### Verkehr
Die Route départementale 709, die ehemalige Route nationale 709, durchquert Ginestet von Nord nach Süd und verbindet die Gemeinde im Norden mit einer Anschlussstelle der Autoroute A 89, genannt La Transeuropéenne, und im weiteren Verlauf mit Mussidan an der Verkehrsachse Bordeaux–Périgueux. Im Süden führt die D 709 nach Bergerac. Die Route départementale 4 durchquert Ginestet von Südwest nach Nordost und verbindet Ginestet im Südwesten mit La Force, dem Hauptort des Kantons, und im Nordosten im weiteren Verlauf mit Périgueux. Außerdem ist die Gemeinde erreichbar über die Route départementale 4E3.